# Arilo
Un arilo (o arillus) es una cobertura carnosa de ciertas semillas formado a partir de la expansión del funículo (filamento de unión de la semilla al ovario) o del hilo (punto de inserción del anterior).
El arilo puede crearse de una estructura frutal (conocido como falso fruto) producida en muy pocas especies de gimnospermas, en especial coníferas de la familias de las Taxaceae y las Cephalotaxaceae. En vez de tener un cono leñoso de conífera como las típicas gimnospermas, la estructura reproductiva de estas especies consiste en una sola semilla que se recubre de una carnosidad. Esta cubierta es derivada de un cono profundamente modificado.

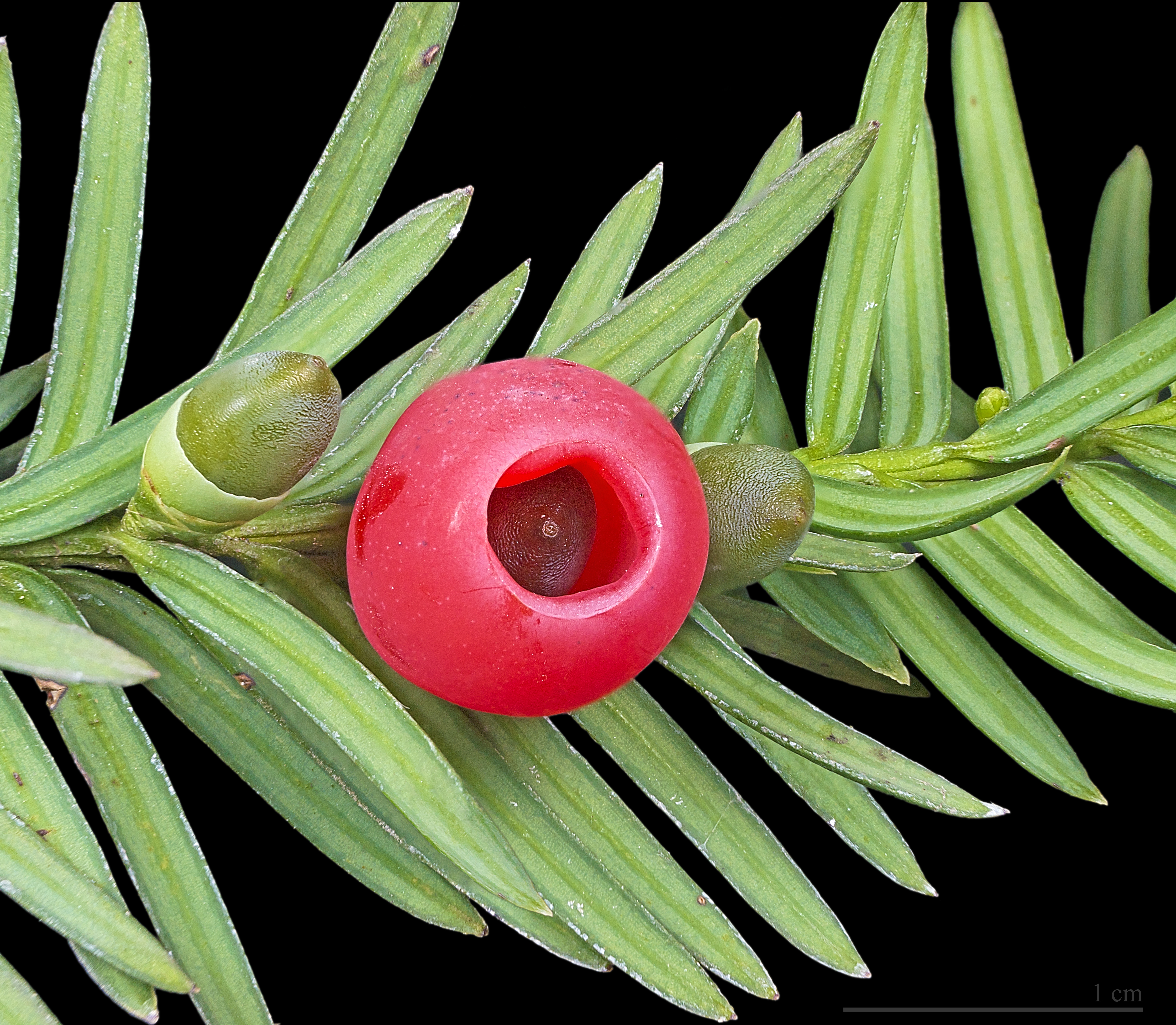
Arilos carnosos que envuelven cada semilla en el tejo.

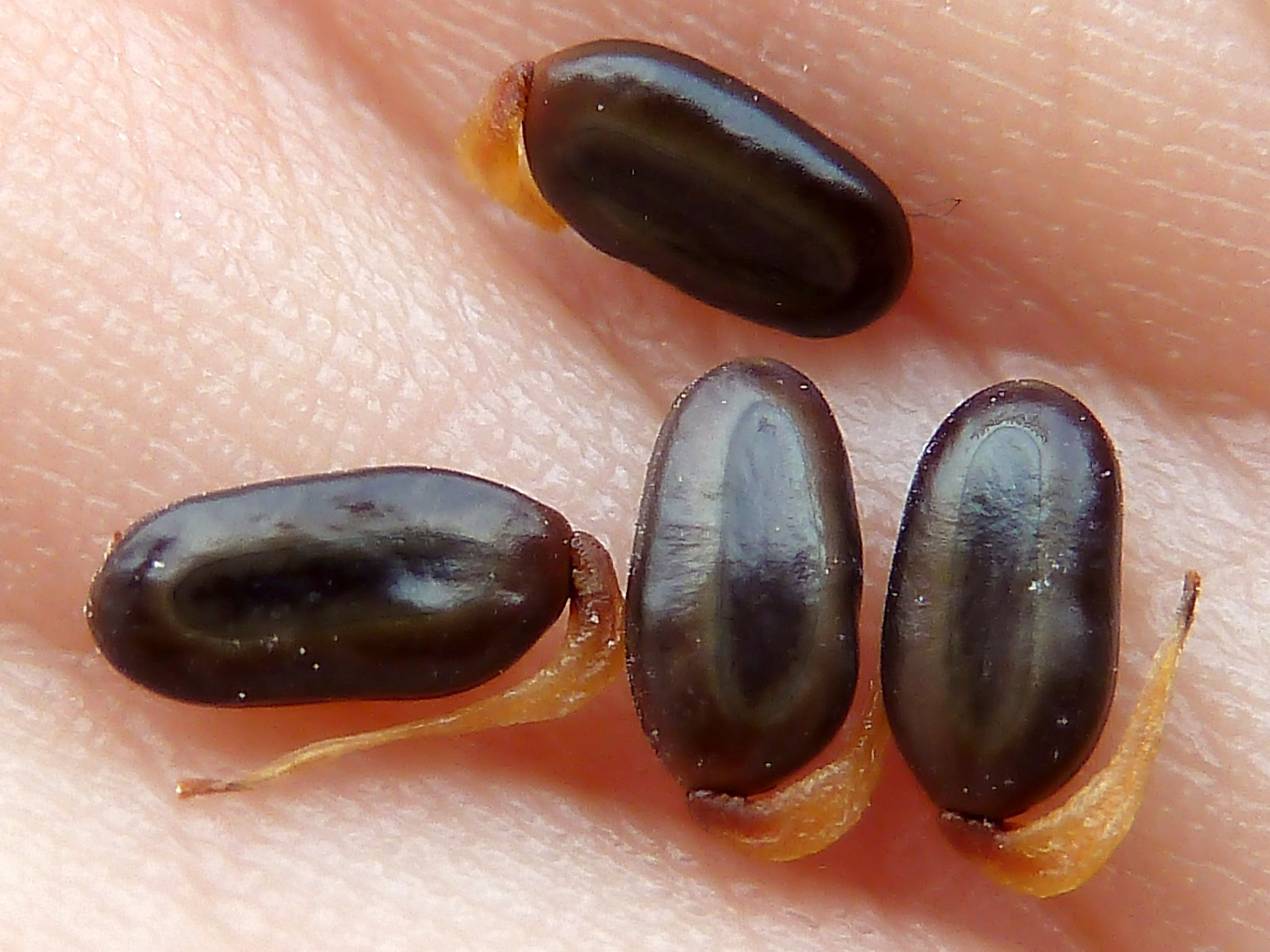
Ejemplo de arilo en las Leguminosae: semillas de Acacia saligna

En el tejo europeo (Taxus baccata), los arilos comienzan como una banda verde en la base de la semilla, luego madura a pardo y a rojo mientras se alarga y sigue envolviéndola, pasando a muy carnosa y escarlata en color a madurez. El arilo es atractivo para las aves y no es tóxico (todas las otras partes del tejo lo son), sirviendo a la dispersión de la especie, que digieren el arilo carnoso como una fuente de alimentación, y los excretan luego.
El término botánico arilo se aplica a cualquier crecimiento especializado del funículo que cubre o es agregado a la semilla, o sea a cualquier apéndice o engrosamiento de la cubierta de la semilla de las fanerógamas.  
Los frutos comestibles con arilos carnosos de Dimocarpus longan (longan), Litchi chinensis (litchis), Blighia sapida (ackis), Prumnopitys andina (lleuque), Dacrycarpus dacrydioides (kahikatea), y Podocarpus macrophyllus (kusamaki) son otros ejemplos de arilos altamente desarrollados alrededor de la semilla, que es más que una capa de pericarpo. La nuez moscada es otro ejemplo.